# Майтенус магелланский
Майтенус магелланский (Maytenus magellanica) — вид рода Майтенус семейства Бересклетовые. Единственный вид рода, произрастающий в холодном климате.

## Ареал
Ареал включает область Магелланова пролива — юг Патагонии и Огненную Землю. В Чили может произрастать на севере вплоть до Вальдивских лесов и острова Чилоэ, на юге встречается на мысе Горн. Наряду с нотофагусом антарктическим это самое южное дерево на Земле. В горах может расти на высоте до 800 м над уровнем моря, реже — выше.

## Описание вида
Майтенус магелланский — невысокое вечнозелёное дерево высотой до 5 м. Листья мелкие (до 5 см в длину и до 3 см в ширину), зубчатые, кожистые, с черешком 2—6 мм. Плод — коробочка со створками, содержащими 1 или 2 семени. Цветки мелкие, однополые или двуполые. Растения морозостойки, но не выносят жару и засуху.

## Использование
В местах произрастания майтенус магелланский используется как декоративное растение, живая изгородь.
Вид интродуцирован в места со сходным климатом: в Шотландию, на Фарерские острова и побережье штата Вашингтон.